# 本所七不思議
本所七不思議（ほんじょななふしぎ）は、本所（東京都墨田区）に江戸時代ころから伝承される奇談・怪談。江戸時代の典型的な都市伝説の一つであり、古くから落語など噺のネタとして庶民の好奇心をくすぐり親しまれてきた。いわゆる「七不思議」の一種であるが、伝承によって登場する物語が一部異なっていることから8種類以上のエピソードが存在する。
江戸の七不思議には、他に千住、馬喰町、深川、番町、麻布などがある。

## 七不思議の各話
- 置行堀（おいてけぼり）
- 送り提灯（おくりちょうちん）
- 送り拍子木（おくりひょうしぎ）
- 燈無蕎麦（あかりなしそば）別名「消えずの行灯」
- 足洗邸（あしあらいやしき）
- 片葉の葦（かたはのあし）
- 落葉なき椎（おちばなきしい）
- 狸囃子（たぬきばやし）別名「馬鹿囃子（ばかばやし）」
- 津軽の太鼓（つがるのたいこ）

## 親水公園のレリーフ
大横川親水公園には、公園を取り巻くコンクリートの壁に本所七不思議のレリーフがある。

## 本所七不思議を題材とした作品
本所七不思議 / 怪談 本所七不思議
前者は寿々喜多呂九平監督による1937年公開の新興キネマの映画で、後者は加戸野五郎監督による1957年公開の新東宝のリメイク版映画。
後に新興キネマの流れを汲む大映映画「妖怪百物語」の元になった。
パラノマサイト FILE23 本所七不思議
スクウェア・エニックス発売のゲームソフト。

## 参考資料
- 横山泰子「近現代に生きる本所七不思議」『法政大学小金井論集= 法政大学小金井論集』第3巻、法政大学小金井論集編集委員会、2006年3月、187-204頁、CRID 1390853649757539712、doi:10.15002/00004340、hdl:10114/3417。
- 飯倉義之『江戸の怪異と魔界を探る』カンゼン、2020年。ISBN 9784862555472。全国書誌番号:23376015。